# 水城麗奈
水城麗奈（日语：水城 レナ／みずしろ れな，1977年6月23日—），日本女性配音員。本名：佐藤 美代子（さとう みよこ）。出身於埼玉縣川口市。青二Production所屬。身高168cm。胞妹為瑜珈指導老師。

## 來歷
- 1994年：高中1年級從浦和路德學院（日语：浦和ルーテル学院小学校・中学校・高等学校）中退之後，進入寶塚音樂學校就讀[1]。
- 1996年：寶塚歌劇團入團[1]。入團的成績是28號。82期生（日语：宝塚歌劇団82期生）。星組配屬。作為男役活躍。
- 2001年：寶塚歌劇團退團。
- 2002年：青二Production所屬。因從小喜歡動畫而轉行當配音員。
- 2004年：作為《芝麻街》戲偶的日語配音活躍。

## 人物
音質為次女高音。興趣有音樂、手藝、做道具、料理。特長有芭蕾舞、日本舞、歌唱。

## 演出作品

### 電視動畫
2002年
- 阿倍野橋魔法商店街（宣傳模特兒B）
- 帝皇戰紀（仙茜亞·里因）
- 釣魚迷日記（老師）

2003年
- 原子小金剛 (2003年版)（隊員）
- 犬夜叉（女兒）
- 宇宙學園（女學生A）
- 空中大師（日语：エアマスター）（女高中生、友人2）
- 萬花筒之星（女學生）
- 櫻桃小丸子 (第2期)（美子）
- 神奇寶貝超世代（大尾立、得文社研究員）
- ONE PIECE（女）

2004年
- 犬夜叉（行者）
- 櫻桃小丸子 (第2期)（土橋年子的母親〈第2代〉）

2005年
- 草莓100%（蛋糕屋店員）
- 今日大魔王！（經理）
- 烘焙王（由美子、女性職人、俄羅斯職人）

2006年
- NANA（2店員）
- 不可思議星球的雙胞胎公主Gyu！（學生）

2007年
- NANA（旅行者）
- 新勇者萊汀（日语：REIDEEN）（手塚）

2010年
- 青春CUP（真矢）

### 遊戲
2002年
- （野宮楓）

2003年
- 交響曲傳奇（希爾芙·菲爾斯、賽爾修絲）
- 真實夢境（日语：ゆめりあ）（女學生）
- ～四次元特別編～（玲子）

2004年
- 異域傳說二部曲［善惡的彼岸］（日语：ゼノサーガ エピソードII［善悪の彼岸］）

2005年
- 遺跡傳奇（伊莎貝拉·羅賓斯、賽爾修絲）

2006年
- 少女戀愛革命★Love Revo!!（日语：乙女的恋革命★ラブレボ!!）（美貴）
- SIMPLE系列 Portable!! Vol.8 THE 任何地方也是辣妹麻將（日语：THE ギャル麻雀）（如月遙）
- 異域傳說三部曲［查拉圖斯特拉如是說］（日语：ゼノサーガ エピソードIII［ツァラトゥストラはかく語りき］）
- 符文工廠 -新牧場物語-（菲兒）

2007年
- 寶貝萬歲：歡樂派對（日语：あつまれ!ピニャータ 〜レッツ☆パーティー〜）
- Another Century's Episode 3 THE FINAL（仙茜亞·里因）
- 經典傳奇Vol.2（日语：テイルズ オブ ファンダム Vol.2）（賽爾修絲）
- 龍影咒（泰蕾潔·汪斯曼）

2008年
- 超級機器人大戰Z（仙茜亞·里因）

2009年
- 時空幻境 世界傳奇 閃耀神話2（日语：テイルズ オブ ザ ワールド レディアント マイソロジー2）（賽爾修絲）
- 時空幻境 決鬥傳奇（日语：テイルズ オブ バーサス）（賽爾修絲）[注 1]

2010年
- Another Century's Episode:R（仙茜亞·里因）

2011年
- Another Century's Episode Portable（仙茜亞·里因）
- 第2次超級機器人大戰Z 破界篇（仙茜亞·里因）

2012年
- 第2次超級機器人大戰Z 再世篇（仙茜亞·里因）
- 人中之龍5 夢 實踐者（詩音[2]）

2013年
- 時空幻境 交響曲傳奇 同音包（日语：テイルズ オブ シンフォニア ユニゾナントパック）（希爾芙·菲爾斯、賽爾修絲）

### 廣播劇CD
2002年
- Infantaria（日语：Infantaria）（春菜）
- Missing 呼喚的物語（日语：Missing (小説)）（菖蒲）[注 2]

2003年
- 學園天堂2 無敵的3年級生（巫女）

2006年
- 遺跡傳奇 ～voice of character quest～ 1、2（伊莎貝拉·羅賓斯）

2010年
- 雨戰士 在雨之日出生的戰士（賽諾亞·阿梅利亞·艾斯塔哈特）

### 外語配音

#### 電影／電視影集
| 作品年份 | 作品名稱                     | 配演角色        | 演員                  | 媒介         |
| -------- | ---------------------------- | --------------- | --------------------- | ------------ |
| 1998     | 還珠格格                     | 夏紫薇          | 林心如                | DVD版本      |
| 1998     | 世界末日                     | 紅髮女子        | 肖妮·史密斯           | 富士電視台版 |
| 2000     | 男人百分百                   | 艾登            | －                    | 日本電視台版 |
| 2001     | 只愛陌生人                   | －              | －                    | DVD版本      |
| 2002     | Panic/Air Panic              | 空服員          | －                    | DVD版本      |
| 2002     | 創世紀                       | 白衣洋裝女子    | －                    | DVD版本      |
| 2003     | 抓狂管訓班                   | 吉娜            | 詹紐瑞·瓊斯           | BD版本       |
| 2003     | 人性污點                     | 史蒂娜·鮑爾森   | 傑茜達·芭瑞特         | DVD版本      |
| 2003     | 舞動世紀                     | 梅亞            | 梅亞·威爾金斯         | DVD版本      |
| 2003     | 朝鮮男人在韓國               | 秀妍            | 韓旻                  | BD版本       |
| 2004     | 追風少年                     | COCO            | 安以軒                | DVD版本      |
| 2005     | 傑西警探犯罪檔案：迷失在天堂 | 艾比·泰勒       | 波莉·香農             | DVD版本      |
| 2005     | 1200°下的真相                | 梅拉尼·克留格爾 | 羅斯葳塔·蘇斯克歐維茲 | DVD版本      |
| 2006     | 傑西警探犯罪檔案：小鎮疑雲   | 艾比·泰勒       | 波莉·香農             | DVD版本      |
| 2006     | 魅力四射3                    | 雪拉            | 潔西卡·費費           | DVD版本      |

#### 動畫
- 我的青少年機器人時代（浣熊機器人）

### 戲偶
- 芝麻街（提納、皮耶魯）

### 舞台
- CAN-CAN（1995年）
- 黎明的天使（1996年）約翰
- 稔 幸 晚餐秀（1997年）
- west-side（1997年）Big Deal
- 主顯節（1998年）小堀
- 皇帝尼祿（1999年）奧古斯托
- 巴黎祭晚餐秀（1999年）
- 凡爾賽玫瑰（2000年）路易16世
- 銀河鐵道之夜（2000年）主任／伊藤
- （2001年）歌手
- 花之業平（2001年）秀道

## 腳註

## 外部連結
- 青二Production公式官網的聲優簡介 （页面存档备份，存于） （日語）